# علم البيئة اللغوي
علم البيئة اللغوي هو دراسة تفاعل اللغات مع بعضها والأماكن التي تنتمي لها، والذي كثيراً ما يدافع عن الحفاظ على اللغات المهددة بالانقراض كتشبيه للحفاظ على الأنواع البيولوجية.
استخدم المصطلح لأول مرة في مقال عن «حالة اللغة» في أريزونا (فوغلين، فوغلين وشوتز، 1967). تم تناوله من قبل إينار هاوغن، الذي كان رائداً لشكل من أشكال علم اللغة الذي استخدم استعارة النظام البيئي لوصف العلاقات بين الأشكال المتنوعة للغة الموجودة في العالم، ومجموعات الأشخاص الذين يتحدثون بها.

## وصف
تمثل البيئة اللغوية في مجلة علم البيئة اللغوي، التي تصفه على النحو التالي:
بيئة اللغة هي إطار لدراسة اللغة كما تم تصورها في المقام الأول في عمل إينار هوغن 1971/72، حيث يعرف بيئة اللغة بأنها «دراسة التفاعلات بين أي لغة معينة وبيئتها». لقد كان رد فعل على المفهوم المجرد للغة - ككيان متجانس، خارج السياق، ثابت - نشره تشومسكي، وتم تصوره كإطار واسع ومتعدد التخصصات. في استخدامه ل «البيئة» كاستعارة من علم الأحياء في اللغويات، صاغ هاوغن عشرة أسئلة تعالج معا بشكل شامل العوامل المتعلقة بوضع اللغات في بيئتها. كل واحد من هذه تتعلق بحقل فرعي تقليدي لدراسة اللغة - يشمل اللغويات التاريخية، والديموغرافيا اللغوية، واللغويات الاجتماعية، والاتصال، والتباين، وفقه اللغة، والتخطيط والسياسة، وسياسة اللغة، اللغويات العرقية، والتصنيف - ويتقاطع كل منها مع واحد أو أكثر من المجالات الفرعية الأخرى. إذا أخذنا الإجابة على بعض أو كل هذه الأسئلة مجتمعة، فهي جزء من مشروع بيئة اللغة. منذ ذلك الحين تطور مفهوم البيئة في اللغويات لمعالجة المسائل ذات الطبيعة الاجتماعية والتعليمية والتاريخية والتنموية. مع تطور علم البيئة كفرع خاص من علم الأحياء، وقضايا القرنين العشرين والحادي والعشرين مثل الهجرة والتهجين والتهميش التي تأتي إلى الواجهة، يلعب مفهوم بيئة اللغة دورا مهما في معالجة القضايا الواسعة للغة والتغيير المجتمعي، والخطر، وحقوق الإنسان، فضلا عن المزيد من الأسئلة النظرية لتصنيف وتصورات اللغات، كما هو متوخى في عمل هوغن.

-  علم البيئة اللغوي (2016)
غالباً ما وصفت البيئة اللغوية على أنها شكل من أشكال علم اللغة البيئي (مثلاً في فيل ومولهاوزلر). ومع ذلك تشير بعض الدراسات في علم البيئة اللغوي فقط إلى اللغة في سياق اجتماعي وتتجاهل السياق البيئي للنظم البيئية الحية والبيئة المادية التي تعتمد عليها الحياة، لذلك يمكن اعتبارها أكثر اجتماعية بطبيعتها. كتب توف سكوتناب-كانجاس وديفيد هارمون (2018) أنه «كان هناك توجه لدى العديد من علماء اللغة الاجتماعية فقط بالمعنى الحرفي لـ» البيئة «والتركيز فقط على الاهتمامات الاجتماعية. إنهم يرون «البيئة» في علم البيئة اللغوي كعلاقة داخل وبين مختلف اللغات، والمتحدثين بهذه اللغات وسياقاتهم الاجتماعية والثقافية والاقتصادية». ومع ذلك، فإن الدراسات الأخرى المتصلة بعلم اللغة البيئي والتي تصف ارتباط التنوع اللغوي والبيولوجي العالي (أنظر باستارداس بوادا 2002). تزعُم بأن العلاقة بين التنوع اللغوي والبيولوجي نشأ منذ أن تم دمج المعرفة البيئية المحلية في تنوع اللغة المحلية وتهديدها إذا كانت اللغة المحلية مهددة من قبل لغة أخرى أكثر هيمنة (انظر سكوتناب-كانغاس وهارمون 2017، مولهاوزلر 1995).

## المؤلفات
- باستارداس بوادا، ألبرت (1996) علم بيئة اللغات. البيئة والاتصالات والديناميات اللغوية الاجتماعية. . برشلونة: بروا. [الترجمة الإنجليزية: بيئة اللغات. البيئة الاجتماعية اللغوية والاتصالات والديناميكيات، في باستارداس بوادا، أ. (2019)، من تحول اللغة إلى تنشيط اللغة واستدامتها. نهج معقد لعلم البيئة اللغوي . برشلونة: طبعات جامعة برشلونة].
- باستارداس بوادا، ألبرت (2002) «التنوع البيولوجي واللغوي: استكشافات متعددة التخصصات لعلم اجتماعي-إيكولوجي للغات»[وصلة مكسورة] تنوع اللغات، المجلد السابع.
- باستارداس بوادا، ألبرت (2002) " المنظور الإيكولوجي: فوائد ومخاطر علم اللغة الاجتماعي وسياسة اللغة والتخطيط "، في: فيل، والوين، وهيرمين بينز، ودبليو ترامبي (محرران)، الأفكار الخضراء الملونة . بيرنا: بيتر لانج، ص. 77-88.
- باستارداس بوادا، ألبرت (2007) «الاستدامة اللغوية لإنسانية متعددة اللغات» جلوسا. مجلة متعددة التخصصات المجلد. 2، الأسطوانات. 2.
- باستارداس بوادا، ألبرت (2017). «بيئة الاتصال اللغوي: لغات الأقليات والأغلبية»، في: ألوين إف فيل، هيرمين بينز (محرران.) دليل روتليدج لعلم اللغة الإيكولوجي، ص. 26-39.
- كالفيت، جان لويس (1999) بيئة لغات العالم. بلون
- فيل إ. ومولهاوزلر ب. 2001. قارئ علم اللغة البيئي: اللغة والبيئة والبيئة. بلومزبري للنشر.
- هورنبيرجر، نيو هامبشاير، وهولت، إف إم (2008). سياسة تعليم اللغة البيئية. في ب. سبولسكي ف. م. هولت (محرران.) دليل اللغويات التربوية (ص ٢٨٠-٢٩٦). مالدن، ماساتشوستس: بلاكويل.
- هولت، ف. م. (2009). علم بيئة اللغة وتحليل المشهد اللغوي. في إي.شوهامي ودي.جورتر (محرران)، المشهد اللغوي: توسيع المشهد (ص 88-104). لندن: روتليدج.
- هولت، FM (2010). تحليل خطابات السياسة اللغوية عبر مقاييس المكان والزمان. المجلة الدولية لعلم اجتماع اللغة، 202، 7-24.
- هولت، ف. م. (2012). علم البيئة والتعليم متعدد اللغات. في سي شابيل (المولد، المحرر.)، موسوعة علم اللغة التطبيقي (المجلد 3، ص 1835-1840). مالدن، ماساتشوستس: وايلي بلاكويل.
- علم بيئة اللغة 2016
- مولهاوزلر، بيتر (1995) علم البيئة اللغوي؛ تغيير اللغة والإمبريالية اللغوية في حافة المحيط الهادئ. لندن: روتليدج.
- سانشيز كاريون، خوسيه ماريا (1985): «علم اللغة الاجتماعي الجديد وإيكولوجيا اللغات» . دونوستيا-سان سيباستيان: يوسكو إيكاسكونتزا.

سكوتناب-كانجاس، توف وديفيد هارمون (2017) التنوع البيولوجي والتنوع اللغوي. في فيل وبينز (محرران) دليل روتليدج لعلم اللغة البيئي. لندن روتليدج.
- ستيفنسن، سون فورك (2007): «اللغة وعلم البيئة والمجتمع: مقدمة في اللغويات الجدلية». في: بانغ، يورغن كريستيان ويورغن دور (محرران) اللغة والبيئة والمجتمع. نهج ديالكتيكي. حرره سون فورك ستيفنسن وجوشوا ناش. لندن: الأستمرارية. ص. 3-31.
- س. ف. فوغلين وف. م. فوغلين ونويل و. شوتز جونيور. الوضع اللغوي في أريزونا كجزء من منطقة الثقافة الجنوبية الغربية "في دراسات في علم اللغة الإثني الغربي الجنوبي: المعنى والتاريخ في لغات الجنوب الغربي الأمريكي، تحرير ديل هايمز وويليام إي بيتل، 403-51، 1967. لاهاي: موتون.